# Großhartmannsdorfer Bach
Der Großhartmannsdorfer Bach ist ein etwa 11,5 km langer, linker Nebenfluss der Freiberger Mulde im sächsischen Erzgebirge.

## Verlauf
Bereits nach etwa 600 m wird der Bach, zunächst Richtung Westen fließend, durch den Oberen Großhartmannsdorfer Teich aufgestaut. Dieser ist Teil einer ganzen Kaskade von Stauteichen der Revierwasserlaufanstalt Freiberg (RWA), die das Gebiet von Freiberg stetig mit Brauchwasser versorgen. Unterhalb des Teiches nimmt er von links den Neuwaltersdorfer Bach auf und durchfließt anschließend das Waldhufendorf Großhartmannsdorf, das sich entlang des Baches erstreckt, nach Norden. Am Ortsende nimmt er von links den Landhainbach auf, der seinerseits vom Mittleren Großhartmannsdorfer Teich aufgestaut wird. Da der Landhainbach auch den Kohlbach-Kunstgraben quert kann hier Wasser von der Oberen Wasserversorgung der RWA in die Untere Wasserversorgung geschlagen werden. Kurz vor Zehntel mündet er in den Unteren Großhartmannsdorfer Teich, den mit 1,68 Millionen Kubikmetern größten dieser drei Teiche. Unterhalb des Teiches nimmt er von links den Kohlbach auf, über den ebenfalls Wasser abgeschlagen werden kann. In einem weiten Bogen durchfließt der Bach dann die zu Lichtenberg/Erzgeb. gehörenden Ortschaften Müdisdorf und Weigmannsdorf und mündet schließlich in die Freiberger Mulde.

### Zuflüsse
- Neuwaltersdorfer Bach (links)
- Landhainbach (links)
- Kohlbach (links)

## Besonderheiten
Die drei Teiche wurden bereits in der 2. Hälfte des 16. Jahrhunderts angelegt, um die Wasserhaltung der Gruben im südlichen Freiberger Revier um Brand-Erbisdorf  zu ermöglichen. Mit der Einstellung des Bergbaus Ende des 19. Jahrhunderts wurden sie zunehmend zur Wasserversorgung genutzt.